# Goumoëns
Goumoëns – miejscowość i gmina (commune) w zachodniej Szwajcarii, w kantonie Vaud, w okręgu (district) Gros-de-Vaud. Leży nad rzeką Talent. Powstała 1 lipca 2011 w wyniku połączenia gmin Eclagnens, Goumoens-la-Ville i Goumoens-le-Jux.  

## Demografia
W Goumoëns mieszka 1171 osób. W 2022 roku 12,6% populacji gminy stanowiły osoby urodzone poza Szwajcarią.